# بسام فريحة
بسام سعيد فريحه (26 تشرين الثاني/نوفمبر 1939 في لبنان) هو ابن سعيد فريحة، الكاتب والصحفي البارز ومؤسس دار الصياد. بعد تخرجه من الجامعة الأميركية في بيروت بتخصص في العلوم السياسية التحق بمؤسسة النشر الخاصة بعائلته، وفي العام 1960 تسلم من والده مهام إدارتها فادخل فيها الكثير من حيويته، وانكب على تنفيذ توسع طموح وتجديد على مستوى العالم العربي. وبقيادة فريحه – المدير العام لدار الصياد – أطلقت المؤسسة بعض أنجح المنشورات العربية حتى باتت المؤسسة الرائدة في عالم النشر في العالم العربي.
بالإضافة إلى مجلتها الأسبوعية الرائدة الصياد، فان المؤسسة تنشر صحيفة الأنوار اليومية، ومجلة فنية أسبوعية هي الشبكة إلى جانب 6 مجلات شهرية، إضافة إلى عدد من المنشورات الفصلية وبعض الكتب اللافتة. وعلى الرغم من ضخامة حجم الشركة فإن دار الصياد قد بقيت مؤسسة عائلية تعتبر موضع فخر واعتزاز فريحه الذي يلخص مهاراته القيادية في الكلمات التالية:
«ينبع مفهومي للنجاح من شغفي وحبي الكامن في أعماقي لعملي. إن إخلاصي وانكبابي على عملي لا حدود لهما، وكل ما بذلت من جهد في عملية كانت الثمار لدار الصياد أفضل. إن إخلاصي للعاملين معي ينعكس إخلاصا منهم وولاء لدار الصياد، فانا احترمهم جميعا واستمع اليهم والنتيجة هي انهم يبذلون جهدا أكبر ويشعرون بالحافز لبذل أقصى جهد ممكن.»

## الناشر الصحفي
يشغل بسام فريحه مركز الرئيس التنفيذي لِدار الصياد، ما يحتّم عليه بالتالي تخصيص حيّز كبير من وقته لإدارة مجموعة المنشورات الصادرة عن «الدار» وعددها 11 بعين ساهرة ومتابعة لأدقّ التفاصيل 
ومن اللافت أنه وتحت إشرافه، كانت دار الصياد السبّاقة في عالم المنشورات المتخصّصة والتي أصبحت منتشرة في الشرق الأوسط. 
وعلى الرغم من السفرات المستمرّة للسيّد فريحه متابعاً اهتمامه ومسؤوليّته الدولية، فهو يبقى على اطّلاع على كلّ التطوّرات بميادين النشر والطباعة والأعلام.

## سفير دولة بيليز في اليونسكو
في نيسان/أبريل من العام 1991، تمّ تعيين السيد بسام فريحه سفيراً لدولة بيليز لدى اليونيسكو، مقيم في باريس . ويُعنى السيد فريحه بتعزيز وتطوير العلاقات الدولية في مجالات الثقافة والتربية والتعليم والفنون والشؤون الإنسانية، إضافة إلى تعميق شبكة العلاقات الكبيرة التي تتمتّع بها دولة بيليز في العالم. وتخضع بيليز لنظام برلمانيّ ديمقراطي، وهي تطوّر علاقاتها مع المؤسسات الدولية الهادفة إلى الازدهار الثقافيّ للإنسان.